# زنجیره تأمین

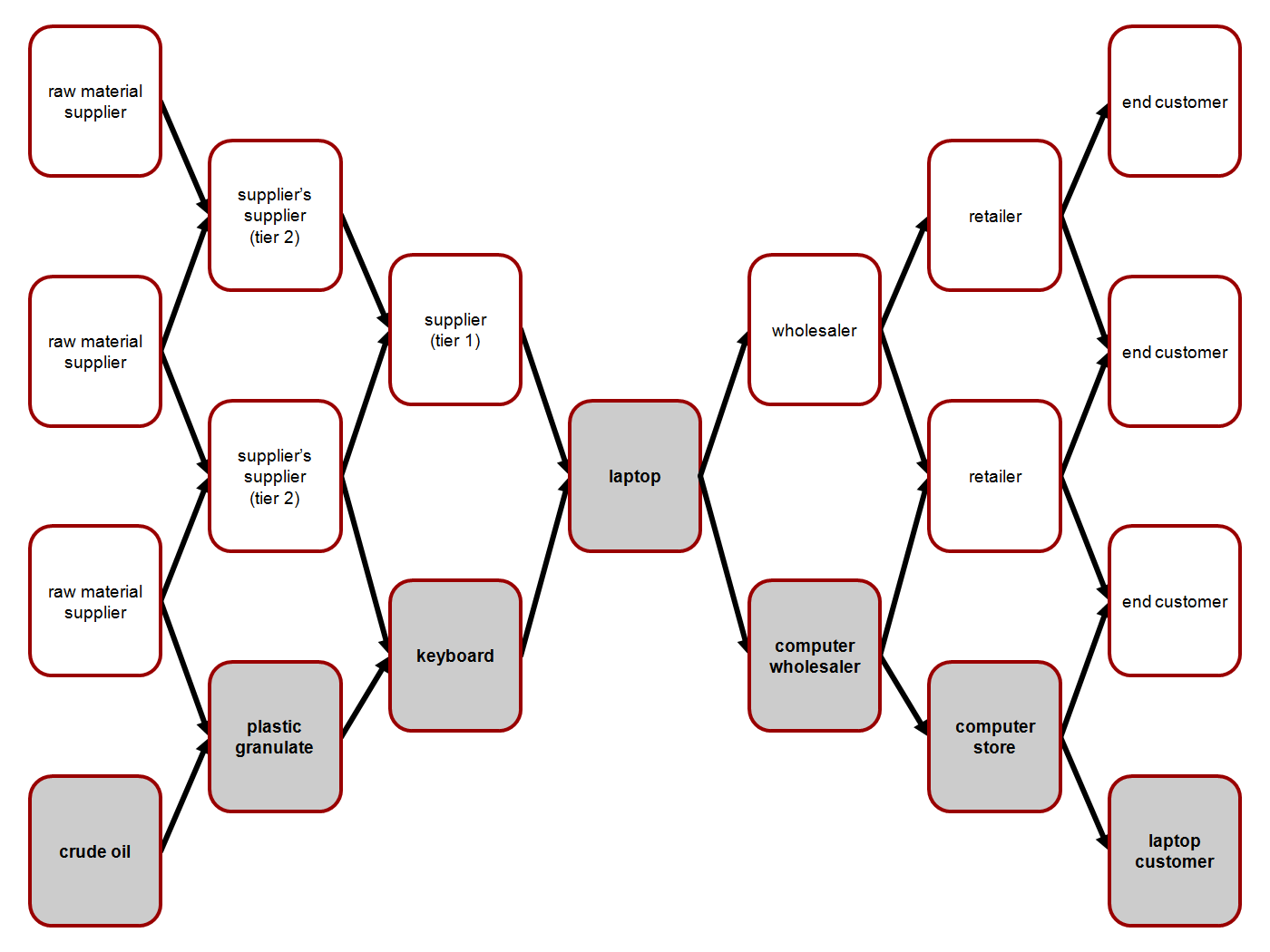
یک زنجیره تأمین در واقع شبکه‌ای پیچیده و پویا از عرضه و تقاضا است.

 در بازرگانی، زنجیره تأمین (به انگلیسی: Supply chain) سیستمی متشکل از سازمان‌ها، افراد، فعالیت‌ها، اطلاعات و منابعی است که در عرضه یک محصول یا خدمت به مصرف‌کننده دخیل هستند. فعالیت‌های زنجیره تأمین شامل تبدیل منابع طبیعی، مواد اولیه و اجزای سازنده به یک محصول نهایی است که به مشتری نهایی تحویل داده می‌شود. در سیستم‌های پیچیده زنجیره تأمین، محصولات استفاده شده ممکن است در هر نقطه ای که مقدار باقیمانده قابل بازیافت است، دوباره وارد زنجیره تأمین شوند. زنجیره‌های تأمین زنجیره‌های ارزش را بهم پیوند می‌دهند.

## مدیریت زنجیره تأمین

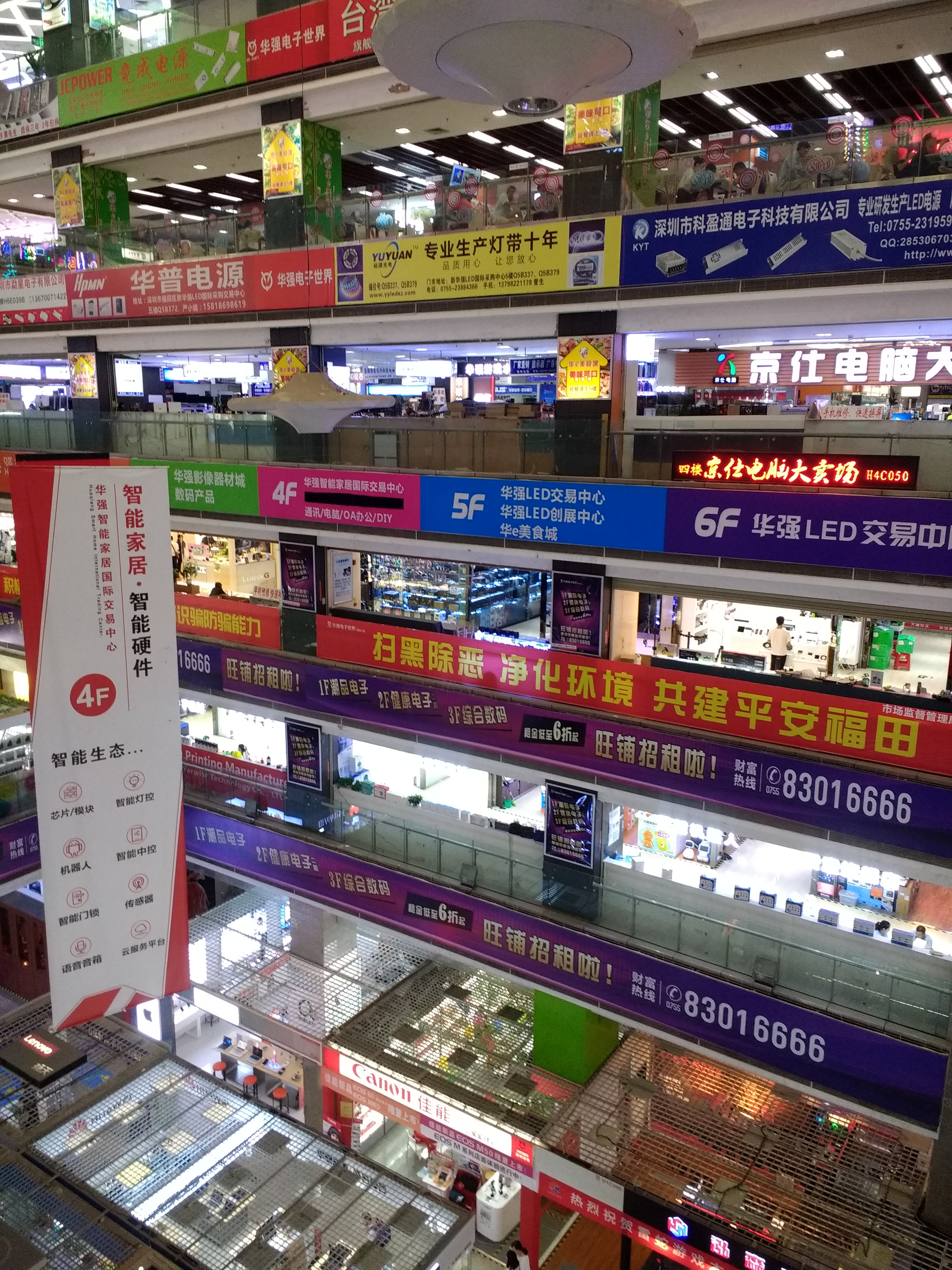
بسیاری از تولیدکنندگان لوازم الکترونیکی گوانگ دونگ و بسیاری دیگر، به تأمین قطعات از فروشگاه‌های قطعات موجود در شنژن اعتماد می‌کنند.

در یک زنجیره تأمین، مواد اولیه در کارخانه تولید می‌شوند، سپس برای انبار کردن به انبارها حمل و نقل شده و در نهایت به دست مشتری یا خرده فروش می‌رسد. اگر از افرادی که به شغل تجارت مشغول می‌باشند تعریف زنجیره تأمین را بپرسید پاسخ‌های کاملاً متفاوتی را دریافت می‌کنید که هر کدام از پاسخ‌های ارائه شده به نحوی ماهیت تجارت، داده‌ها و در نهایت ستاده‌های تولید شده را بیان می‌کند.
در نظر برخی از افراد زنجیرهٔ تأمین همان خرید و تهیه و تدارک کالای مورد نظر می‌باشد و از نظر بعضی دیگر به معنای انبارداری، توزیع و حمل و نقل می‌باشد. تعریف جامعی از زنجیره تأمین ارائه شده‌است که همهٔ سازمانها را در بر می‌گیرد و عبارتست از:
- تبدیل مواد اولیه و اطلاعات به محصولات و خدمات
- به مصرف رساندن محصولات و خدمات
- به دور انداختن محصولات و خدمات[۳]

## تفاوت زنجیره تأمین با زنجیره ارزش
زنجیره تأمین شامل کلیه اطلاعات، محصولات، مواد و بودجه بین مراحل مختلف ایجاد و فروش یک محصول به کاربر نهایی است. مفهوم زنجیره تأمین از دیدگاه مدیریت عملیاتی ناشی می‌شود. هر مرحله از فرایند - از جمله ایجاد کالا یا خدمات، ساخت آن، حمل و نقل آن به یک محل فروش و فروش آن - بخشی از زنجیره تأمین یک شرکت است.
زنجیره تأمین شامل کلیه فعالیت‌های مربوط به دریافت و تکمیل درخواست مشتری است. این فعالیت‌ها عبارتند از:
- توسعه محصول
- بازاریابی
- عملیات
- توزیع
- مالی
- خدمات مشتری

ایده زنجیره ارزش (به انگلیسی: Value Chain) توسط مایکل پورتر، در کتاب «مزیت رقابتی: ایجاد و حفظ عملکرد برتر» در سال ۱۹۸۵ ارائه شد.
مفهوم زنجیره ارزش از دیدگاه مدیریت کسب و کار ناشی می‌شود. مدیران زنجیره ارزش به دنبال فرصت‌هایی برای افزودن ارزش به تجارت هستند. آنها ممکن است به دنبال راه‌هایی برای کاهش کمبودها، تهیه برنامه‌های محصول و کار با دیگران در این زنجیره برای ارزش افزوده به مشتری باشند.

## حلقه‌های زنجیره تأمین
در حالی که زنجیره ارزش نشان دهنده چگونگی خلق ارزش در شرکت‌ها است، زنجیره تأمین در برگیرنده عواملی خارج از شرکت، و شامل تمام فعالیت‌هایی است که برای تبدیل مواد خام به کالا یا خدمت و رساندن آن به مصرف‌کننده یا مشتری تجاری انجام می‌شوند؛ بنابراین مدیریت زنجیره تأمین عبارت است از هماهنگی جریان‌های بین شرکت‌ها در زنجیره تأمین به منظور حداکثرسازی سودآوری کل. این جریان فقط محدود به جابجایی فیزیکی کالا نمی‌شوند، بلکه شامل تسهیم اطلاعات دربارهٔ کالاها نیز می‌شود – به این معنا که اعضای زنجیره تأمین باید فعالیت‌های خود را با همدیگر هماهنگ نمایند.